# Selección femenina de balonmano playa de China Taipéi
La Selección femenina de balonmano playa de China Taipéi es la sección femenina de las mejores jugadoras taiwanesas de balonmano playa, que representan a su país en competiciones internacionales. Participa en competiciones internacionales de balonmano playa.

## Participaciones
| Año  | Sede           | Posición     |
| ---- | -------------- | ------------ |
| 2004 | El Gouna       | No clasificó |
| 2006 | Río de Janeiro | No clasificó |
| 2008 | Cádiz          | No clasificó |
| 2010 | Antalya        | No clasificó |
| 2012 | Mascate        | No clasificó |
| 2014 | Recife         | 10°          |
| 2016 | Budapest       | 6°           |
| 2018 | Sochi          | 13°          |

## Equipo actual
Lista de las 10 jugadoras seleccionadas por Chu Chih-hua para Campeonato Mundial de Balonmano Playa 2018.